# Orbit

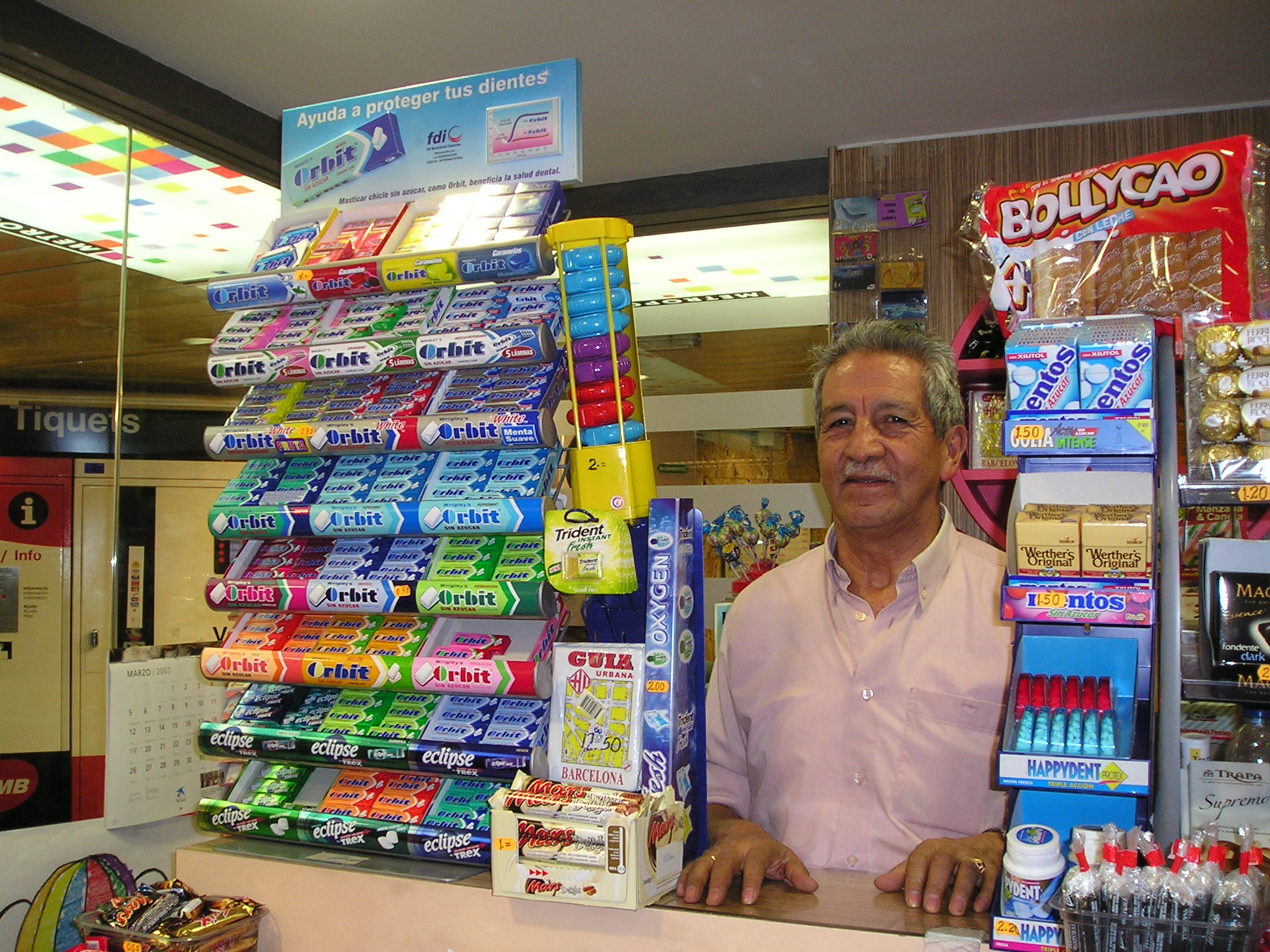
Chicles Orbit a la venta en Barcelona, España (marzo de 2007).

Orbit es una marca de chicles sin azúcar de la empresa Wrigley (también propietaria de la desaparecida Boomer, así como de Sugus y Solano), con sede en los Estados Unidos.
Orbit se creó en 1944 a partir de los ingredientes de los chicles presentes en los racionamientos consumidos por los soldados estadounidenses en la Segunda Guerra Mundial.
Volvió al mercado a finales de los 70 en EE. UU., aunque fue retirada de este país poco después tras investigaciones que relacionaban el consumo de chicles con enfermedades como el cáncer. El relanzamiento en EE. UU. tuvo lugar en el año 2001. En España, se introdujo en 1985, y desde entonces ha cambiado tanto su imagen comercial como la fórmula de sus grageas que, de acuerdo a la empresa, tienen un sabor más duradero.
En el año 1995, la marca consiguió el sello de aprobación de la Asociación Americana de Odontología y de la Asociación India de Odontología por su capacidad para mejorar la salud bucodental.
En 2014, añade a su variedad de sabores Bubblemint", el chicle con sabor a chicle, que, según la propia compañía, evoca a los sabores del chicle de siempre pero con el toque mentolado tan característico de Orbit
En el Reino Unido, Irlanda, Australia, Nueva Zelanda, Sudáfrica y Canadá, el nombre de Orbit fue reemplazado por Extra en 2015.